# رولف لیزر
رولف لیزر (هلندی: Rolf Leeser؛ زادهٔ ۴ ژوئن ۱۹۲۹ – درگذشتهٔ ۲۱ مارس ۲۰۱۸) بازیکن فوتبال زاده آلمان اهل هلند بود. وی از سال ۱۹۴۸ تا ۱۹۵۴ در باشگاه فوتبال آژاکس آمستردام بازی کرده بود.
لیزر، در ۴ ژوئن ۱۹۲۹ در اسن زاده شد، وی یهودی‌تبار بود. وی در ۲۱ مارس ۲۰۱۸ در سن ۸۸ سالگی درگذشت. لیزر با آنیتا ب. لیزر-گاسن حقوقدان ازدواج کرده بود.